# Hutton (cratera)
Hutton é uma cratera no quadrângulo de Mare Australe, em Marte, localizada a 71.8º S e 255.4º W. Seu diâmetro é de 99 km e seu nome vem de James Hutton, um geólogo britânico (1726-1797). Muitas áreas em Marte exibem padrões no solo. Às vezes o solo possui formas de polígonos. Em outros lugares, a superfície possui pequenos montículos dispostos em cadeias. Solos exibindo padrões são comuns em climas frios na Terra quando o solo contém água que se congela com certa frequência.